# Kabinett Dalwigk
Das Kabinett Dalwigk bildete vom 30. Juni 1850 bis 6. April 1871 die von Großherzog Ludwig III. berufene Landesregierung des Großherzogtums Hessen. Ludwig III. berief Reinhard Carl Friedrich von Dalwigk an die Spitze der Regierung, nachdem die liberale Mehrheit der Landstände die Verabschiedung des Staatshaushalts im Sommer 1850 blockiert hatte. Mit der Ernennung dieses antirevolutionär-konservativen Kabinetts begann die Reaktionsära im Großherzogtum Hessen. Dalwigk führte einen „Staatsstreich“ gegen die Landstände aus, indem sie aufgelöst wurden, das geltende Wahlrecht außer Kraft gesetzt und ein restriktives Wahlrecht eingeführt wurde, mit dessen Hilfe eine „außerordentliche“ Ständeversammlung mit konservativer Mehrheit zustande kam, die viele liberale Reformen des Jahres 1848 wieder aufhob.
Dalwigk wandte sich gegen eine kleindeutsche Einheit unter der Führung Preußens. Mit der Unterstützung Österreichs im Deutschen Krieg 1866 gehörte das Großherzogtum Hessen zu der Seite der Verlierer des Krieges. Politisch gescheitert und auf Druck Otto von Bismarcks und Preußens musste Dalwigk im Frühjahr 1871 schließlich zurücktreten.  
| Amt | Name                                          |
| --- | --------------------------------------------- |
| Vorsitzender des Gesamtministeriums, bis 1852 / Präsident des Gesamtministeriums, seit 9. September 1852, Äußeres und Großherzogliches Haus, Inneres | Reinhard Carl Friedrich von Dalwigk           |
| Justiz | Friedrich von Lindelof                        |
| Finanzen | Ludwig Friedrich Carl Schenck zu Schweinsberg |

Das Kriegsministerium war organisatorisch getrennt vom Gesamtministerium direkt dem Großherzog unterstellt. 
| Amt   | Name |
| ----- | --- |
| Krieg | Friedrich von Schäffer-Bernstein, 14. Juni 1849 – 1. Dezember 1861 Friedrich von Wachter, 31. Januar 1862 – 28. Dezember 1866 Eduard von Grolman, 28. Dezember 1866 – 14. April 1868 Wilhelm Heinrich Dornseiff, ab 14. April 1868 |